# Bonifacius (Adelsgeschlecht)
Bonifacius ist der (nachträgliche) Familienname für ein italienisches Adelsgeschlecht des Frühmittelalters.

## Geschichte
Die Bonifacier waren die Nachkommen eines deutschen Adligen, der mit Karl dem Großen nach Italien kam. Er erhielt wohl im Jahr 812 Lucca mit dem Titel eines Grafen und Herzogs und unter Einschluss der Städte Pisa, Volterra, Pistoia und Luni. Seine Nachkommen in männlicher Linie wurden 844/45 zu Markgrafen von Tuscien ernannt und hielten den Besitz bis 931, bis der letzte Angehörige der Familie von seinem Halbbruder Hugo von Vienne aus der Familie der  Bosoniden abgesetzt und geblendet wurde.

## Stammliste
1. Bonifacius (I.), † vor 5. Oktober 823, kam mit Karl dem Großen aus Bayern, wurde wohl im Jahr 812 Graf und Herzog von Lucca; ⚭ NN
  1. Bereharius, kämpfte 828 gegen die Sarazenen
  2. Bonifatius II., † nach 838, wohl 823/835 Graf und Herzog von Lucca, 828/30 Tutor von Korsika, 835 von Kaiser Lothar I. vertrieben, 838 missus regius in Septimanien; ⚭ NN
    1. Berardus, wohl 855 mit seinem Bruder Adalbert in Rom, 876/888 bezeugt, Graf
    2. Adalbertus (I.), † nach 27. Mai 884, 844/45–884/89 Graf und Herzog von Lucca, Markgraf von Tuscien mit Florenz und Fiesole, wohl 846 Tutor von Korsika, eroberte 878 gemeinsam mit Lambert I., Herzog von Spoleto (Widonen), Rom, exkommuniziert, dann zum Defensor Patrimonii Sancti Petri ernannt, gründete 884 das Kloster San Caprasio in Aulla; ⚭ I Anonsuara; ⚭ II vor 863 Gräfin Rothilde, 875 bezeugt, † nach 27. Mai 884, Tochter von Herzog Wido I. von Spoleto (Guidonen)
      1. (II) Adalbert(us) (II.) der Reiche, † 10./19. September 915, vor 27. Mai 884 bezeugt, 884/27. Mai 889–925 Graf und Herzog von Lucca und Markgraf von Tuszien, begraben in der Kathedrale von Lucca; ⚭ 890/898 Berta von Lothringen, † 8. März 925, 906 „Königin der Franken“, 915 Regentin, Tochter von König Lothar II. (Karolinger), Witwe von Theotbald, Graf von Arles (Bosoniden), begraben in Santa Maria foris portam in Lucca
        1. Guido (Wido), † 928/929, 915–928/929 Graf und Herzog von Lucca und Markgraf von Tuszien, 916–wohl 920 in Mantua gefangen; ⚭ 924/925 Marozia, senatrix et patricia Romanorum, † 932/937 in Gefangenschaft, Tochter von Theophylactus (Tuskulaner), Witwe von Alberich I., Markgraf von Spoleto, heiratete in dritter Ehe 932 Hugo von Vienne, König von Italien (Bosoniden)
          1. Theodora (Berta)
          2.  ? 1 oder 2 Geschwister

        2. Lambert, † nach 938, 928/929–931 Graf und Herzog von Lucca und Markgraf von Tuszien, 931 von seinem Halbbruder Hugo von Vienne (Bosoniden) geblendet, der Tuszien danach seinem Bruder Boso gab
        3. Ermengard, † 29. Februar nach 932; ⚭ um 915 Adalbert I. der Reiche, Markgraf von Ivrea, † wohl 923 (Haus Burgund-Ivrea)

      2. (II) Bonifacius, 884 bezeugt, wohl nach 884 Graf, 894 am Hof des Königs Arnulf in Pavia
      3. (II) NN (wohl Reginsinda) Nonne in Santa Giulia in Brescia

  3. Richilda, † nach 5. Oktober 823, Äbtissin von SS Benedetto e Scholastica in Lucca

## Die Obertenghi als Nachkommen
In der wissenschaftlichen Diskussion wurde vorgetragen (Muratori), der Stammvater der Obertenghi (Otbertiner) Otbert I. habe von den Markgrafen von Tuszien aus dem Haus Bonifacius und damit von einem bayerischen Adligen abgestammt, der mit Karl dem Großen nach Italien gekommen sei. Dem tritt Hlawitschka entgegen, der darauf hinweist, dass Oberto sich selbst jemand nannte, der seiner Herkunft gemäß nach langobardischem Recht lebte: „Über die Nachkommen Otberts I., der bei einer Schenkung von Gütern in Volpedo an das Kloster Cluny sich selbst Otbertus marchio et comes palatio, „qui professo sum ex natione mea legem vivere langobardum“, bezeichnete, ist vor allem die genannte Studie Gabottos zu vergleichen, in der gegen Muratori und andere ebenfalls erwiesen wird, dass zwischen dem Haus Otberts I. und den Markgrafen von Tuszien bayerischer Abkunft keine direkten Verwandtschaftsbeziehungen bestanden.“